# پیتر اچ. دومینیک
پیتر اچ. دومینیک (به انگلیسی: Peter H. Dominick) سناتور سابق عضو حزب جمهوری‌خواه ایالات متحده آمریکا بود. وی در سال ۱۹۶۳ تا ۱۹۷۵ میلادی سناتور ایالت کلرادو در سنای ایالات متحده آمریکا بود.